# Auriac-sur-Dropt
 Auriac-sur-Dropt  là một xã thuộc tỉnh Lot-et-Garonne trong vùng Nouvelle-Aquitaine phía tây nam nước Pháp. Xã này nằm ở khu vực có độ cao trung bình 43 mét trên mực nước biển.